# Погонич білобровий
Погонич білобровий (Poliolimnas cinereus) — вид журавлеподібних птахів родини пастушкових (Rallidae). Мешкає в Південно-Східній Азії, Австралазії і Океанії. Це єдиний представник монотипового роду Білобровий погонич (Poliolimnas).

## Опис

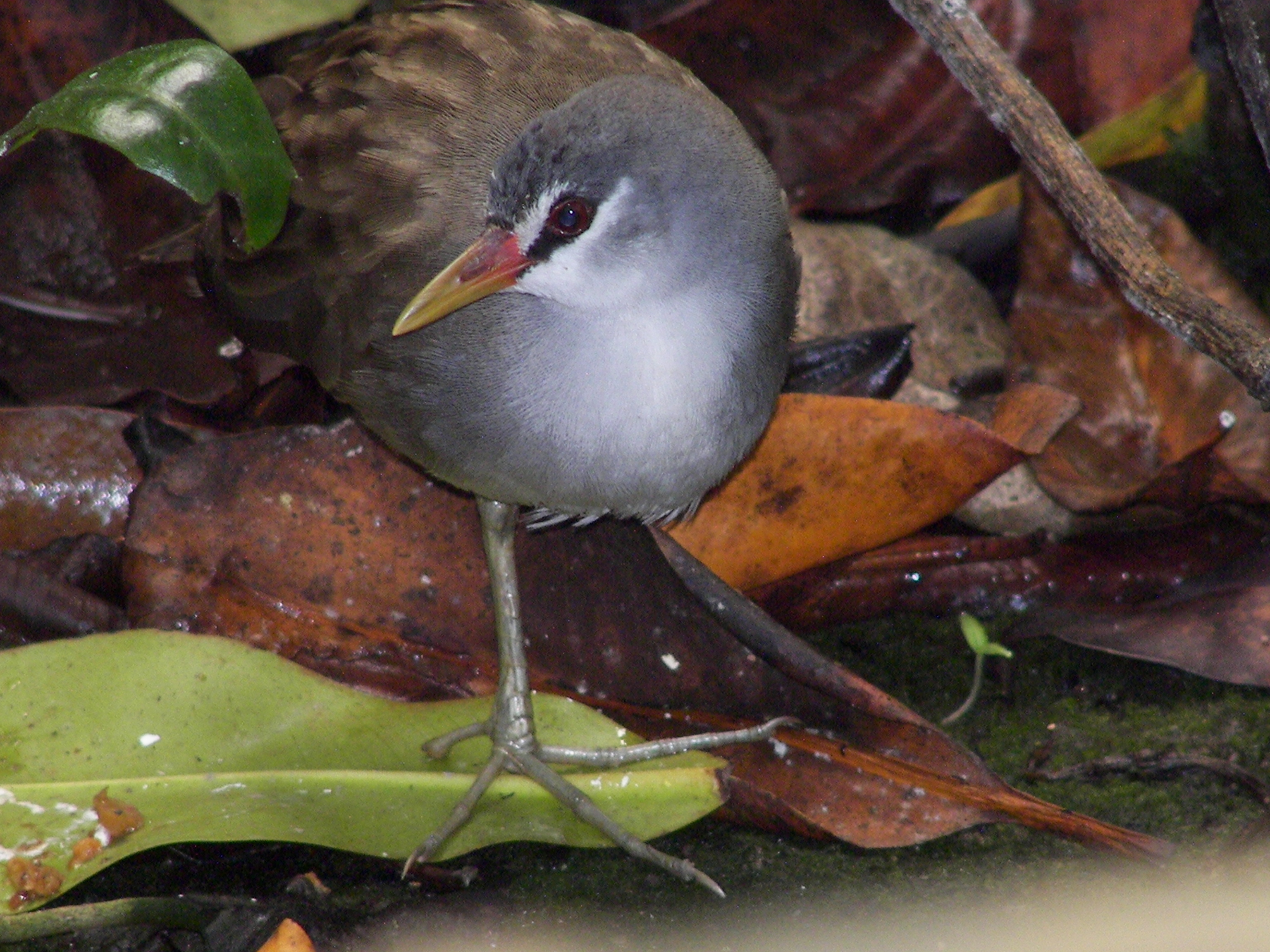
Білобровий погонич

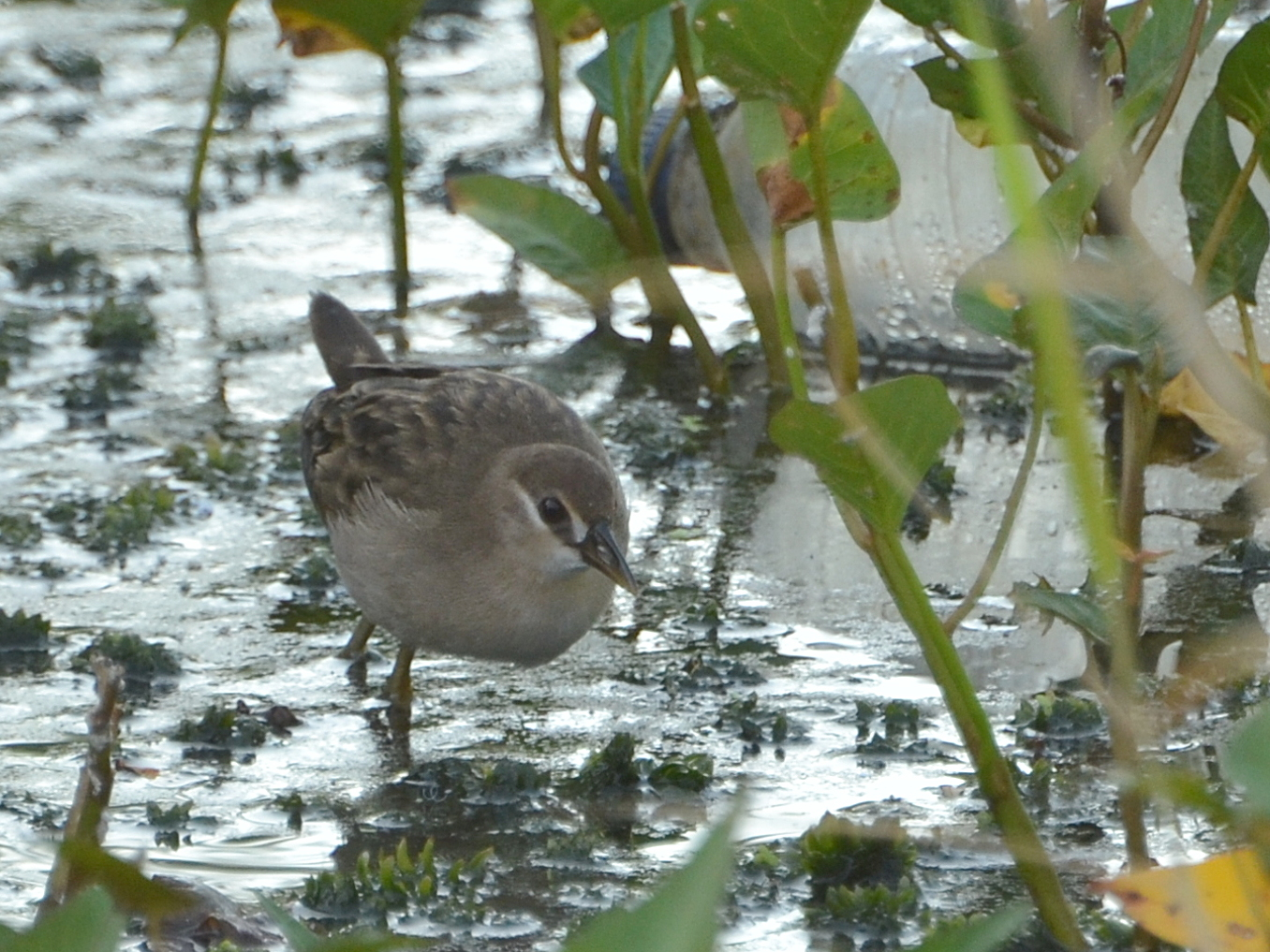
Молодий білобровий погонич (Сулавесі)

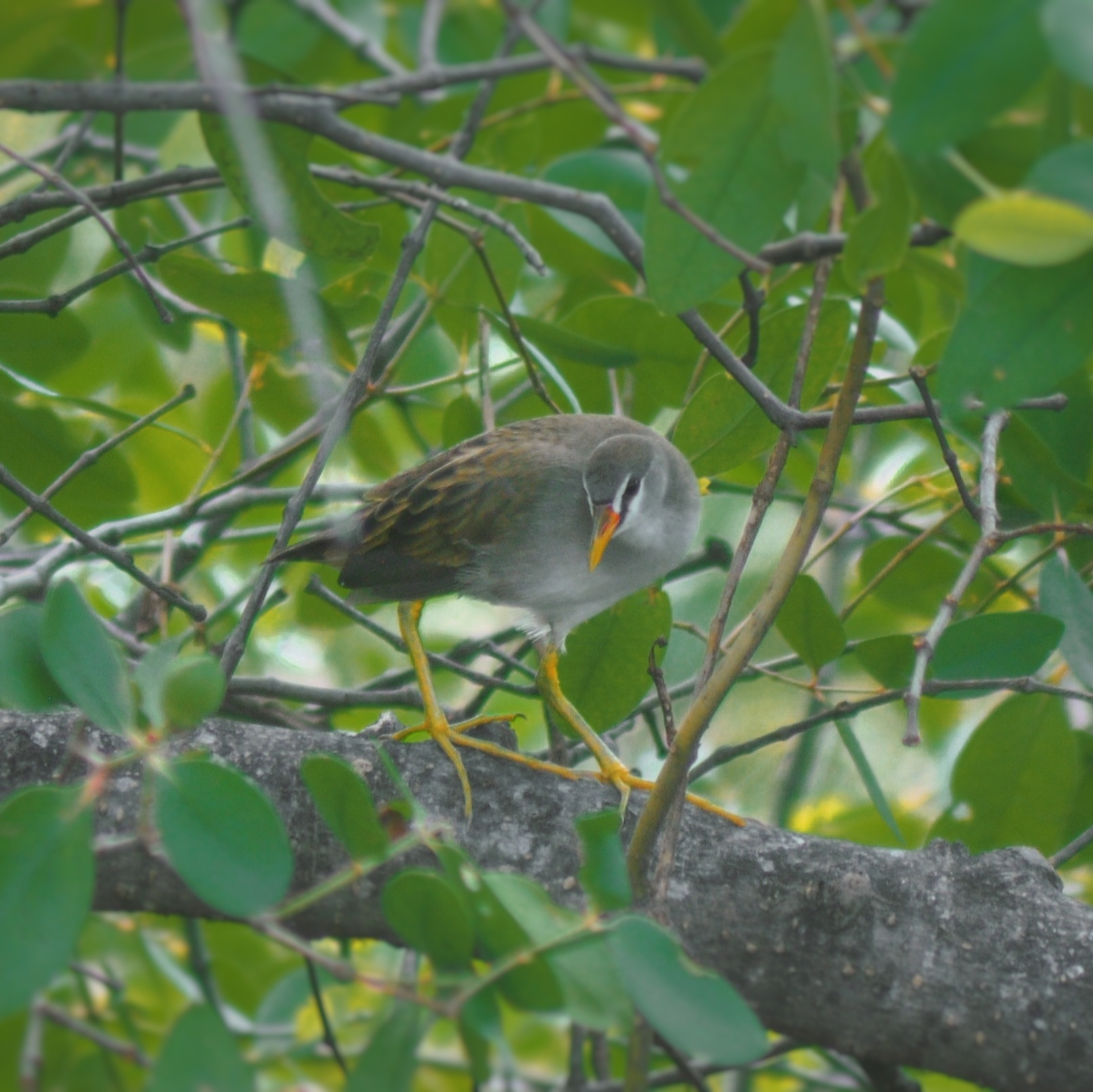
Білобровий погонич

Довжина птаха становить 17—20 см, вага 40—62 см. Довжина крила становить 8,4—9,1 см, довжина хвоста 4,7—5,2 см, довжина дзьоба 17—22 мм. Виду не притаманний статевий диморфізм. 
Лоб і тім'я чорні, одразу після линьки сірі, потилиця сіра. Від дзьоба через очі до потилиці ідуть широкі чорні смуги, над очима ідуть білі "брови", під очима білі смуги. Скроні, щоки, шия з боків і горло сірі, задня частина шиї оливково-сіра. Верхня частина тіла оливково-сіра, пера на ній мають темні стрижні. Хвіст і крила темно-коричневі, нижня частина тіла переважно білувата. Дзьоб зверху оливково-коричневий, біля основи червоний, знизу і на кінці зеленувато-жовтий. Очі червоні, лапи зеленуваті або сірувато-коричневі.
Забарвлення молодих птахів подібне до забарвлення дорослих птахів, однак лоб, тім'я, шия і смуги, що ідуть через очі у них коричневі, скроні і шия з боків світло-коричневі, загалом забарвлення менш контрастне.

## Поширення і екологія
Білоброві погоничі мешкають в Таїланді, Камбоджі, Малайзії, Індонезії, Брунеї Східному Тиморі, на Філіппінах у Папуа Новій Гвінеї і північній Австралії, на Соломонових Островах, Новій Каледонії, Фіджі, Вануату, Самоа, Палау та у Федеративних Штатах Мікронезії. Раніше вони також мешкали на островах Кадзан (Японія) та на Гуамі, однак вимерли. Бродячі птахи спостерігалися на Тайвані та на Маршаллових Островах.
Білоброві погоничі живуть на заболочених територіях, як у прісній, так і солоній воді, на вологих і заплавних луках, поблизу озер, густо зарослих водною рослинністю та на інших водно-болотних угіддях. Зустрічаються поодинці, парами або невеликими сімейними зграйками, на висоті до 1830 м над рівнем моря.

## Поведінка
Білоброві погоничі живляться різноманітними безхребетними, зокрема комахами, дощовими черв'яками, п'явками, водяними павуками, а також ікрою, пуголовками, дрібною рибою, листям і насінням водних рослин. Вони є найбільш активними рано вранці і пізно ввечері, хоча шукають їжу і вдень. Білоброві погоничі вміють плавати, хоча роблять це рідко, їх політ пурхаючий, ноги звисають донизу. Сезон розмноження на Калімантані триває з квітня по червень, на Філіппінах з липня по серпень, на Новій Гвінеї з грудня по березень. Гніздо робиться з трави і очерету, встелюється м'яким рослинним матеріалом, розміщуються в прибережних заростях. У кладці 4 яйця.